# Thorir Hund

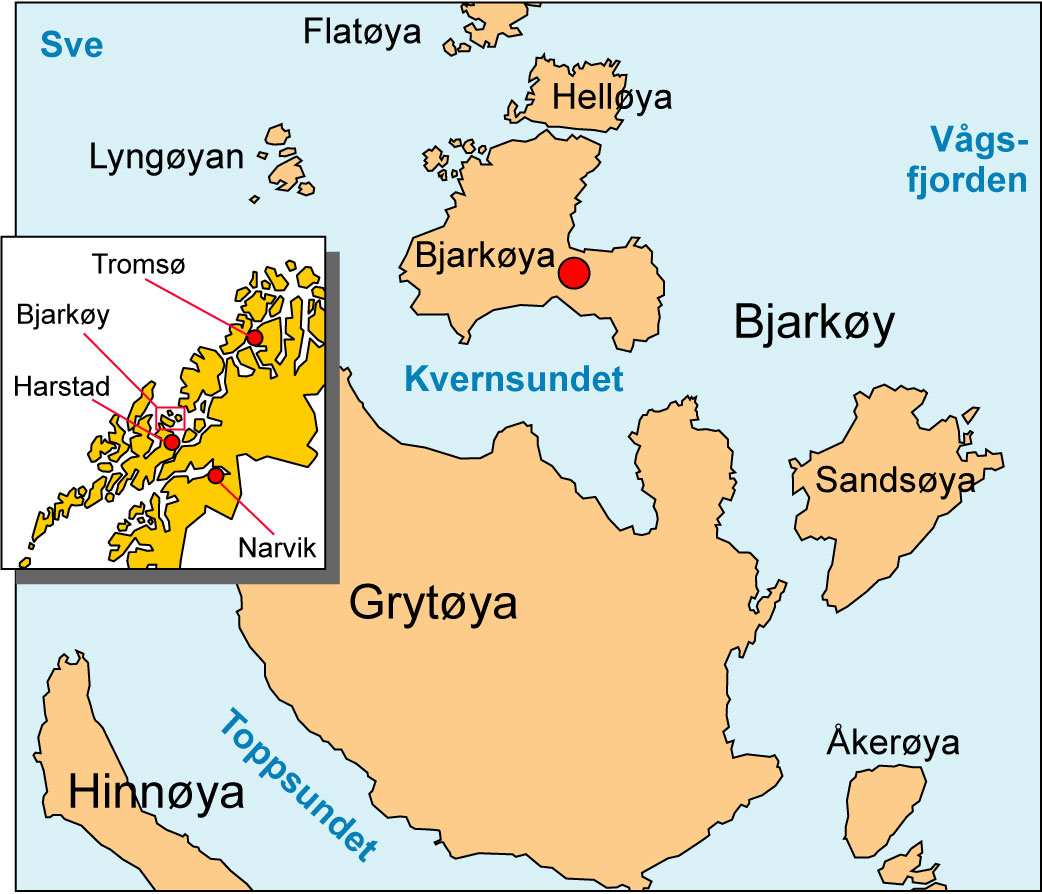
Mapa de Bjarkøy con el emplazamiento señalizado de la granja de Tore Hund.

Thorir Hund Toresson (nórdico antiguo: Þórir hundr Þórisson, noruego: Tore Hund, apodado el Perro) (ca. 990-1035) fue un influyente caudillo vikingo en Hålogaland. Tore Hund era uno de los cabecillas de la facción campesina de los bóndi en Stiklestad opuesta al reinado feudal del rey Olaf II. Tore aparece en algunos textos como uno de los caudillos que provocaron la caída y muerte del rey Olaf en la batalla de Stiklestad en 1030. También sirvió con el ejército expedicionario del rey danés Canuto el Grande en más de una ocasión.

## Vida
Tore Hund era hijo del hersir Tore de Bjarkøy; nació en los inicios de la introducción del Cristianismo en Noruega. Tore era considerado un caudillo muy independiente y devoto pagano, para él y muchos caudillos granjeros la cristianización no era solo un concepto de fe sino una fuerza política de opresión hacia los tradicionales líderes locales, una imposición de un rey del sur.
Tore tenía una fuerte influencia en el área de Hålogaland, su hogar se situaba en la isla de Bjarkøy en Troms. Tore pertenecía a la jerarquía más influyente de los caudillos noruegos de la costa, miembro de los Bjarkøyætta, una de las familias más poderosas en el norte noruego durante la era vikinga. Se puede considerar a Tore como un vikingo de cepa, dirigió diversas expediciones hacia oriente y el mar Blanco. Llegó a ser un próspero comerciante en Bjarmaland (actualmente Arkhangelsk en el norte de Rusia).
La familia de Tore Hund acostumbraba a cerrar alianzas con otros poderosos caudillos noruegos. Su hermana Sigrid Toresdatter estuvo casada con Ølve Grjotgardsson de Egge. Su hermano, Sigurd Toresson también fue un importante caudillo en Trondenes y se casó con Sigrid Skjalgsdatter, una hermana del monarca rugio, Erling Skjalgsson de Sola, reino de Rogaland. Tore Hund a su vez se casó con una mujer llamada Ranveig, de cuyo linaje se sabe muy poco pero con quien tuvo un hijo, Sigurd Toresson. Sigurd sirvió más tarde como sheriff durante el reinado de Harald Hardrade.

## Política
Tore se opuso firmemente a las tentativas del rey a la unificación y cristianización de Noruega, de hecho tuvo rencillas personales con la corona tras la muerte de su sobrino Asbjørn Selsbane por uno de los hombres del rey y tenía un fuerte sentimiento de venganza por dicha muerte.
Cuando Erling Skjalgsson fue asesinado en 1028, Tore asumió el liderazgo de la facción de caudillos tradicionalistas junto a Einar Tambarskjelve y Kalv Arnesson, hermano de Finn Arnesson. En 1026, se unió a las fuerzas de Canuto el Grande cuando derrocaron a Olaf y fue elegido representante del rey danés Canuto en Noruega junto a Hårek av Tjøtta.
Según Heimskringla, Olaf llegó en el verano de 1030, y Tore estuvo entre los que no aceptaron su reinado. Tore y su ejército lideraron la ofensiva contra el ejército real en la batalla de Stiklestad. Stiklestad era una granja en la franja baja del valle de Verdal a 80 km al norte de Trondheim. La saga menciona a Tore como uno de los que hirieron mortalmente al rey Olaf, junto con Kalv Arnesson y Torstein Knarresmed de Rovde, Sunnmøre.
Tras la batalla, nuevas tramas políticas se tejieron contra Tore. El rey Magnus I de Noruega, respaldado por algunos de los antiguos aliados de Tore, incrementó su poder y Tore fue despechado, perseguido y finalmente considerado una figura marginal del antiguo caudillaje.

## Herencia
Se casó con Ranveig Haraldsdatter (c. 995) y fruto de esa relación nació Sigurd Toresson Hund de Bjarkøy (n. 1005, no confundir con su tío Sigurd Toresson). Sigurd se casó con Audur Unn Snorresdottir (c. 1008), una hija de Snorri Goði, y ambos serían padres de Ranveig (Ragnhild) Sigurdsdatter (c. 1035), esposa de Jon Arnesson.

## Legado
Existe un monumento a Tore Hund, obra del artista noruego Svein Haavardsholm, erigido en 1980 junto a la carretera de la iglesia en Bjarkøy, honrando la figura del caudillo vikingo y los Bjarkøyætta, quienes tenían su centro político en Bjarkøy.